# Гурка (станция метро)
«Гурка» (чеш. Hůrka — горка) — станция пражского метрополитена. Расположена на линии В между станциями «Лужины» и «Нове-Бутовице».

## Характеристика станции
Станция открыта 11 ноября 1994 года в составе четвёртого пускового участка линии В «Nové Butovice - Zličín».
Расположена в районе Стодулки. Сразу за станцией в сторону станции «Лужины» начинается крытый метромост в виде тубуса.
По конструкции похожа на станцию «Лужины», но расположена лишь частично на поверхности земли, что позволило сделать одну из путевых стен застекленной.
Пассажиропоток по станции — 11 729 чел/сут.

Станция Гурка находится на Юго-Западном городе в кадастровой области Стодулки, непосредственно на площади Слунечни. Её первоначальное название должно было быть либо Бутовицка, либо также Словацкое национальное восстание. Однако, в связи с тем, что политические названия были убраны из пражского метро в 1990 году, второе указанное название не подошло.
Гурка - поверхностная станция, она была включена в прилегающую пешеходную зону на жилом массиве, который расположен над уровнем её платформы. Поэтому сама станция находится ниже уровня местности, хотя искусственно поднятого.
На платформе поддерживают потолок два ряда столбов. Днем достаточно света обеспечивает как закрепленная стеклянная южная стена за платформой, так и стеклянные люки, выходящие из потолка платформы, а ночью два ряда освещения, расположенные на потолке у обеих колеи. Отделка стен состоит из керамических плиток в темно-сером цвете, потолок облицован белыми облицовками из металла.
На станции есть только один выход. Он выходит из западного конца платформы, в её оси через железобетонную конструкцию вестибюля с остекленными стенами. Он также является центром площади Слунечни.
В сторону станции Лужины (на запад) находится остекленный мостовой трубопровод, пересекающий Центральный парк Стодульки. А на восток находится станция Новые Бутовице, которая уже является частью участка III. Б.
На прилегающей площади Слунечни расположена ратуша Праги 13 и, среди прочего, здесь ежегодно в апреле проводится мероприятие «Безопасная тринадцатка», на котором представляются гражданам службы интегрированной системы спасения, а также традиционно также Чешский Красный Крест, который представлен здесь 5-м местным отделением базирующимся в Праге 1.